# Theophilus Presbyter
Theophilus Presbyter (kb. 1070 – 1125)  középkori egyházi író.
Származását tekintve a neve alapján bizáncinak tartották, aki benedek rendi szerzetesként élt a Rajna vidékén, de ezen feltételezések vitatottak, mint ahogy a híres Rogerus Helmarshausennel való azonosítása is.
Egyetlen másolatban fennmaradt műve (De diversis artibus) a középkori mesterségek fortélyaiba nyújt betekintést. Az első kötet a festéssel (fal- és kódexdíszítés) és segédeszközeivel (tinta és festékkészítés), a második az üvegfestéssel a harmadik az aranyművességgel foglalkozik. Ezen kívül az orgonakészítésről és a harangöntésről is elsőkézből ad tudósítást. Műve nemcsak elméleti, de magas szintű gyakorlati tudásáról is tanúskodik, mely azért is jelentős mivel a legrégibb ismert részletes forrása a felsorolt mesterségeknek, melyek az idők folyamán kisebb-nagyobb változásokon mentek át.
Legrégebbi másolatai Bécsben (Osztrák Nemzeti Könyvtár) és Wolfenbüttelben (Herzog August Könyvtár) maradtak fenn. Művének újrafelfedezése Gotthold Ephraim Lessing 18. századi író nevéhez fűződik. Teljes terjedelmében 1874-ben adták közre először, majd még a 19. és 20. században számos nyelvre lefordították.

## Műve
- Schedula diversarum atrium v. De diversis artibus; a 12. század elején írhatta (3 kötet)

## Külső hivatkozás
- De diversis artibus
- Theophilus Presbyter és a középkori iparművészet

1. ↑  Identifiants et Référentiels (francia nyelven). IdRef . Agence bibliographique de l'enseignement supérieur. (Hozzáférés: 2020. május 1.)